# گاما سنگتراش
گاما سنگتراش یک ستاره است که در صورت فلکی سنگتراش قرار دارد.